# Colobostoma punctulaticeps
Colobostoma punctulaticeps är en skalbaggsart som beskrevs av Blackburn 1908. Colobostoma punctulaticeps ingår i släktet Colobostoma och familjen Melolonthidae. Inga underarter finns listade i Catalogue of Life.